# Dwór Ziobrowskich
Dwór Ziobrowskich – zabytkowy budynek znajdujący się w południowo-zachodniej części Krakowa, w Dzielnicy X Swoszowice przy ulicy Zawiłej 2/4.
Budynek wraz z ogrodem został wpisany do rejestru zabytków nieruchomych województwa małopolskiego.

## Historia
Majątek w Borku Fałęckim w średniowieczu był własnością szlachecką, potem od 1382 roku do pierwszego rozbioru Polski pozostawał własnością kościelną. W pierwszej połowie XIX wieku był własnością Ignacego Mierzejewskiego, a około 1890 roku Nepomuceny Hornowej. W latach 20. XX wieku właścicielem stał się Stefan Ziobrowski. Majątek liczył wówczas 147 hektarów. Według innego źródła rodzina Ziobrowskich weszła w posiadanie majątku przed 1890 rokiem, prof. Stanisław Ziobrowski wystawił dwór, zmodernizował folwark i założył park . Najdokładniejszy termin kupna majątku przez Stanisława Ziobrowskiego podaje Skorowidz dóbr tabularnych w Galicyi, określając go pomiędzy 1 stycznia 1904 a 31 grudnia 1908.  
Po drugiej wojnie światowej dwór, folwark i park odebrano właścicielom. We dworze od 1957 roku miał swoją siedzibę krakowski oddział Instytutu Hodowli i Aklimatyzacji Roślin. Zespół dworsko-parkowy powrócił do rodziny Ziobrowskich w 2013 roku . Obecni właściciele doprowadzili budynek do stanu dawnej świetności i planują na terenie majątku dalsze inwestycje .

## Architektura
Dworek parterowy, murowany, na planie prostokąta, nakryty mansardowym dachem, wzniesiony ok. 1890 roku. Po bokach znajdują się dwa płytkie ryzality. Przed wejściem  dwufilarowy portyk, poprzedzony schodami, zamknięty od góry arkadą. Ozdobą portyku jest secesyjne „koszowe” okno. Na bocznych stronach budynku znajdują się po dwa okna i drzwi. Boczne wejścia do dworku są poprzedzone małymi tarasikami ograniczonymi balustradami, na które wchodzi się po schodkach. Elewacje budynku ozdobione są detalem architektonicznym wykonanym w tynku: obramienia okien, gzymsy nadokienne i inne.

## Park krajobrazowy
Park powstał po 1890 roku. Zgromadzono tu drzewa i krzewy, zarówno rodzime gatunki jak i egzotyczne (m.in. 20-pienny tulipanowiec, wyrastający z jednego odziomka). Niektóre okazy pozostały do dziś. Na obrzeżach założono sady. Główna droga prowadziła od owalnego podjazdu przed dworem do kapliczki umiejscowionej w północno-wschodnim narożniku. Majątkiem zarządzali dzierżawcy. Podczas II wojny światowej Stefan Ziobrowski prowadził w rodzinnym majątku Borek Fałęcki własne gospodarstwo ogrodnicze .